# Men of Boys Town
Men of Boys Town is een Amerikaanse dramafilm uit 1941 onder regie van Norman Taurog. Destijds werd de film in Nederland uitgebracht onder de titel Mannen van Jongensstad.

## Verhaal
Mijnheer en mevrouw Maitland nodigen de weesjongen Whitey op proef uit bij hen thuis. Als Whitey een vriend wil gaan bezoeken in de tuchtschool, verstopt Flip zich in de auto. Flip steelt geld en de beide jongens worden naar de tuchtschool gestuurd. Pastoor Flanagan vertelt over de benarde financiële situatie van de school en de jongens worden vrijgelaten.

## Rolverdeling
| Acteur              | Personage         |
| ------------------- | ----------------- |
| Spencer Tracy       | Pastoor Flanagan  |
| Mickey Rooney       | Whitey Marsh      |
| Bobs Watson         | Pee Wee           |
| Larry Nunn          | Ted Martley       |
| Darryl Hickman      | Flip              |
| Henry O'Neill       | Mijnheer Maitland |
| Mary Nash           | Mevrouw Maitland  |
| Lee J. Cobb         | Dave Morris       |
| Sidney Miller       | Mo Khan           |
| Addison Richards    | Rechter           |
| Lloyd Corrigan      | Roger Gorton      |
| George Lessey       | Bradford Stone    |
| Robert Emmett Keane | Burton            |
| Arthur Hohl         | Bewaker           |
| Ben Welden          | Inspecteur        |
| Anne Revere         | Mevrouw Fenely    |